# Сурдас
Сурдас — (1478/1479 — 1582/1583, Брадж) — індійський святий, співак і поет; один з найвизначніших представників крішнаїтської поезії в літературі гінді; послідовник Валлабги. Відомий своїми піснями, присвяченими Крішні. Сурдас був сліпим і здобув популярність під прізвиськом «сліпий бард з Агри». За переказами, свої вірші він співав під акомпанемент віни; «Перебираючи її струни, він бродив по дорогах Індії і кликав людей шанувати і любити Крішну».
Найбільшим творінням Сурдаса є поетична збірка «Сурсагар» («Море гімнів»). Спочатку він складався з 100 000 строф, але до наших днів дійшли лише близько 8000 з них. Сурдас також зробив значний внесок у розвиток індійської музичної культури, оскільки складав для кожного зі своїх релігійних піснеспівів музику, причому до кожного свій особливий мотив — раґу.
Багато бгаджанів Сурдас склав з використанням форми соратха (римований двовірш, кожен верс якого складається із 24 складників мори, перший і третій півверси мають по одинадцять мор, другий і четвертий — по тринадцять).